# Wallis Day
Pour les articles homonymes, voir Day.
Wallis Day, née le 20 septembre 1994 à Londres en Angleterre, est une actrice de cinéma et de télévision britannique.

## Biographie

### Carrière
Wallis Day est née à Londres en Angleterre.
Elle grandit à Illford.
Elle obtient son premier rôle à la télévision en jouant à partir de 2012 le personnage de Holly Cunningham (en) dans le soap opera Hollyoaks.
En 2018, Day obtient un rôle principal dans la série Krypton.
En 2021, Wallis Day intègre la série Batwoman pour reprendre le rôle principal de Kate Kane, après le départ de Ruby Rose.
En 2023, Wallis Day obtient le rôle de Gigi dans la saison 2 de la série Sex Life.

## Filmographie

### Cinéma
- 2016 : Between Two Worlds : Lucy
- 2021 : Infinite d'Antoine Fuqua : l'agent Shin
- 2025 : Red Sonja de M. J. Bassett : Annisa

### Télévision
- 2012-2013 : Hollyoaks : Holly Cunningham (en)
- 2014 : Trollied (en) :
- 2015 : Casanova : Angelica Lambertini
- 2015 : Jekyll and Hyde : Olalla Jekyll/Hyde
- 2016 : Shield 5 : Amy Williams
- 2016-2018 : The Royals : Angie
- 2017 : Will : Cressida Deveraux
- 2018-2019 : Krypton : Nyssa-Vex
- 2021 : Batwoman : Kate Kane / Circe Sionis
- 2023 : Shereos : Ryder